# Ярым-Агаев, Николай Лукьянович
Николай Лукьянович Ярым-Агаев (19 июля 1923 — 3 ноября 2012) — советский учёный физикохимик, ученый в области химической термодинамики фазовых равновесий жидкость — пар
, педагог в сфере высшего химико-технологического образования, профессор и заведующий кафедрой физической и органической химии Донецкого национального технического университета, доктор химических наук. На протяжении многих лет был председателем секции тензиметрии Научного совета по химической термодинамике при АН СССР. Ярым-Агаев внес заметный вклад в стандартизацию основных терминов химической термодинамики.

## Область научных интересов
Химическая термодинамика

## Биография
Родился 19 июля 1923 года в городе Минеральные Воды Терской губернии РСФСР в семье железнодорожного инженера и врача. В 1937 году его отец, занимавший должность заместителя начальника Северо-Кавказской железной дороги (СКЖД), был репрессирован.
В канун Великой Отечественной войны (ВОВ) в 1941 году с золотой медалью окончил школу и поступил на химический факультет Ростовского-на-Дону государственного университета. Несмотря на перерывы в работе университета, заканчивает его с отличием в течение пяти лет, одновременно учась на втором и третьем курсе. Параллельно, во время ВОВ, он оканчивает физико-математическое отделение Ростовского учительского института.
С 1946 по 1949 годы обучается в аспирантуре на кафедре физической химии Ростовского университета, где по существу самостоятельно готовит кандидатскую диссертацию, которую защищает в 1950 году в Институте общей и неорганической химии имени Н. С. Курнакова АН СССР в Москве. Сразу после этого он направляется на работу в Донецкий политехнический институт (ДПИ), где работает вначале старшим преподавателем, а с 1951 года — доцентом кафедры физической химии.
В 1964 году назначен на должность заведующего кафедрой физической и органической химии ДИИ.
В 1969 году защищает докторскую диссертацию в Киевском политехническом институте. В этом же году его утверждают в ученом звании профессора по кафедре физической и коллоидной химии (ДПИ).
До 1980 года возглавляет кафедру физической химии ДПИ. В связи с правозащитной деятельностью его сына Юрия (член Московской Хельсинкской группы и автор открытого письма в защиту А. Щаранского), в 1980 году был переведён на должность профессора этой кафедры.
Из воспоминаний Юрия Николаевича Ярым-Агаева:

Отец в отличие от меня диссидентом не был, но к коммунистическому режиму относился критически. Он придерживался либеральных взглядов и этого не скрывал. Будучи человеком мягким в общении, он при этом твёрдо держался своих принципов и никогда от них не отступал. Когда в Донецке создавали филиал Академии наук УССР, местное начальство было озабочено тем, что на все руководящие должности приглашались варяги из других городов. Местных кадров явно не хватало. Отец был чуть ли не единственным учёным в области фундаментальных наук, уровень и признание которого соответствовали подобным должностям.
Его пригласили в обком партии и предложили ему директорство института физико-органической химии и углехимии АН УССР и титул действительного члена Академии наук УССР. Было только одно условие: он должен был вступить в КПСС. Отец отказался и не стал ни директором, ни академиком.

Н. Л. Ярым-Агаев пользовался заслуженным уважением преподавателей и студентов не только за глубокие специальные знания и общую эрудицию, умение на высоком уровне проводить занятия, искусство определять направление теоретических разработок, организовывать проведение экспериментальных исследований, но и за свои замечательные человеческие качества — глубокую порядочность, принципиальность, честность, чувство справедливости.
Николай Лукьянович был талантливым и разносторонним человеком. Увлекался литературой и обладал даром писательства, хорошо разбирался в живописи, знал и изучал иностранные языки[прояснить]. Несмотря на зрелый возраст он на высоком уровне освоил работу на появившемся в 80-е годы персональном компьютере. Казалось, что нет такой стороны человеческой деятельности, с которой он не был бы знаком. Поражало его умение разрешать не только сложные научные проблемы, но и многие другие вопросы на основе строго научного подхода.
Скончался 3 ноября 2012 года.

## Научная деятельность
Является признанным авторитетом в области химической термодинамики и известен как в СССР, Украине, так и за её пределами. Им выполнено много научных работ в области химической термодинамики фазовых равновесий жидкость — пар (более 230 публикаций в журналах: «Журнал физической химии»,
«Журнал неорганической химии», «Журнал прикладной химии», «Теплофизика высоких температур», «Доклады Академии наук СССР»,
«Доклады Академии наук УССР»). Методика расчетов химических равновесий в насыщенном паре опубликована в сборнике научных трудов.
К достижениям научно-исследовательской деятельности можно отнести:
- общие принципы метрики диаграмм (1953—1959 годы),
- разработка метода и исследование интегральных теплот испарения и расчеты ортобарических теплот (методические результаты) (1949—1963 годы),
- параметры фазовых равновесий жидкость — пар (результаты эксперимента, новые методики расчета) (1956—1997 годы),
- основные соотношения термодинамики насыщенного пара с химически реагирующими в паре компонентами (теория и практика расчетов) (1956—1971 годы),
- новые подходы к использованию ионно-молекулярных моделей для описания (1964—1972 годы),
- теоретическое предсказание равновесного пара изомеризации ионных молекул (1965 год),
- открытие (теоретическое предсказание и экспериментальное подтверждение) диссоциативной электропроводности насыщенного пара над ионными расплавами (1972 год).

Результаты исследований обсуждались на республиканских и международных конференциях (более 70), причем Николай Лукьянович на многих из них выступал как член организационного комитета. Профессор Н. Л. Ярым-Агаев был членом двух специализированных советов по защите кандидатских и докторских диссертаций. На протяжении многих лет он был председателем секции тензиметрии Научного совета по химической термодинамике при АН СССР. Он внес заметный вклад в стандартизацию основных терминов химической термодинамики.
Профессор Н. Л. Ярым-Агаев являлся членом научного совета Министерства образования УССР по расплавленным солям и твердым электролитам, членом двух советов АН УССР — по неорганической химии и химической термодинамике. Участвовал в общественной жизни университета и химико-технологического факультета — много лет был председателем межкафедрального и философского семинаров, председателем библиотечного совета ДПИ.
Со дня основания сборника «Наукові праці Донецького національного технічного університету. Серія: Хімія і хімічна технологія» Н. Л. Ярым-Агаев был активным членом редакционной коллегии.
Николай Лукьянович много внимания уделял воспитанию научных кадров. На кафедре основана и существует более шестидесяти лет научная школа, которую он сформировал. Защищено 10 кандидатских диссертаций, выполненных под его руководством. Он постоянно занимался научно-исследовательской работой со студентами (в соавторстве с ними опубликовано 12 статей).

### Диссертации
- Тема кандидатской диссертации (Институт общей и неорганической химии имени Н. С. Курнакова РАН АН СССР, город Москва, 1950 год) — «Физико-химический анализ двойных жидких систем по интегральным теплотам испарения».
- Тема докторской диссертации (Киевский политехнический институт, Киев, 1969 год) — «Термодинамика насыщенного пара двойных систем с химически взаимодействующими компонентами».

## Преподавательская деятельность
Им разработана методика чтения лекций по физической химии, которую используют все преподаватели кафедры. Он первым в ДПИ начал преподавание многих новых разделов курса физической химии, в частности, раздела «Статистическая термодинамика».
Принципиально новый подход он использовал при изложении раздела «Диаграммы состояния конденсированных двухкомпонентных систем».
Профессор Н. Л. Ярым-Агаев разработал оригинальные вопросы для самоконтроля, нестандартные задачи по всем разделам физической химии, подготовил ряд методических указаний к лабораторному практикуму, программируемые контрольные работы и многое другое.
Много лет профессор Н. Л. Ярым-Агаев был членом методической комиссии по изучению физической химии в технических вузах Министерства образования Украины.

## Память
- В музее истории Донецкого национального технического университета (9-й учебный корпус) Н. Л. Ярым-Агаев увековечен на уникальном художественном полотне и интерактивной картине «История ДонНТУ. 1921—1996» (слева в центрально-нижней части картины)[5][6].

## Семья
- Сын — Юрий Николаевич Ярым-Агаев (1949 г.р.) — советский правозащитник, член Московской Хельсинкской группы в 1978—1980 годах.
- Сын — Александр Николаевич Ярым-Агаев (?) — кандидат экономических наук, профессор Донецкого национального технического университета (ДонНТУ-ДПИ, Донецк) и Государственного университета инфраструктуры и технологий (ГУИТ, Киев).

## Публикации
- Ярым-Агаев Н. Л. Опыт термодинамической трактовки физико-химического повышения твердости // Сообщения о научных работах членов Всесоюзного химического общества им. Д.И. Менделеева : журнал. — Москва: Наука, 1947. — № 1. — С. 26—28.
- Ярым-Агаев Н. Л., Феодосьев Н. Н., Скориков К. Г. Интегральные теплоты испарения жидких смесей. Новый метод определения интегральных теплот испарения // Журнал физической химии : журнал. — Москва: Наука, 1949. — Т. 23, № 11. — С. 1257—1265. — ISSN 0044-4537.